# Coupe du monde de course en ligne de canoë-kayak 2017
Navigation
Coupe du monde de course en ligne 2016 Coupe du monde de course en ligne 2018
La Coupe du monde de course en ligne en canoë-kayak, organisée par la Fédération internationale de canoë, se déroule du 19 mai au 4 juin 2017.

## Calendrier
| Date         | Ville            | Pays     |
| ------------ | ---------------- | -------- |
| 19 au 21 mai | Montemor-o-Velho | Portugal |
| 26 au 28 mai | Szeged           | Hongrie  |
| 12 au 4 juin | Belgrade         | Serbie   |

## Résultats

### K1 -200m
| Étapes           | Hommes          | Hommes   |                 | Femmes   | Femmes |
| Étapes           | Vainqueur       | Temps    | Vainqueur       | Temps    |        |
| Montemor-o-Velho | Maxime Beaumont | 34 s 908 | Teresa Portela  | 40 s 265 |        |
| Szeged           | Liam Heath      | 34 s 259 | Dóra Lucz       | 39 s 411 |        |
| Belgrade         | Maxime Beaumont | 35 s 422 | Linnea Stensils | 41 s 020 |        |

### C1 -200m
| Étapes           | Hommes             | Hommes   |                           | Femmes   | Femmes |
| Étapes           | Vainqueur          | Temps    | Vainqueur                 | Temps    |        |
| Montemor-o-Velho | Martin Fuksa       | 39 s 440 | Virág Balla               | 46 s 862 |        |
| Szeged           | Henrikas Žustautas | 38 s 008 | Laurence Vincent-Lapointe | 45 s 842 |        |
| Belgrade         | Martin Fuksa       | 39 s 522 | Laurence Vincent-Lapointe | 48 s 865 |        |

### K2 -200m
| Étapes           | Femmes                                | Femmes   |
| Étapes           | Vainqueurs                            | Temps    |
| Montemor-o-Velho | Lisa Carrington / Aimee Fisher        | 36 s 563 |
| Szeged           | Mariia Kichasova / Anastasiya Horlova | 36 s 922 |
| Belgrade         | Joana Vasconcelos / Francisca Laia    | 38 s 208 |

### C2 -200m
| Étapes           | Femmes                                                      | Femmes   |
| Étapes           | Vainqueurs                                                  | Temps    |
| Montemor-o-Velho | Bethany Gill / Chloe Bracewell                              | 49 s 279 |
| Szeged           | Andrea Santos De Oliveira / Angela Aparecida Elias Da Silva | 44 s 061 |
| Belgrade         | Volha Klimava / Nadzeya Makarchanka                         | 45 s 860 |

### K1 -500m
| Étapes           | Hommes        | Hommes         |                 | Femmes         | Femmes |
| Étapes           | Vainqueur     | Temps          | Vainqueur       | Temps          |        |
| Montemor-o-Velho | Oleh Kukharyk | 1 min 37 s 583 | Caitlin Ryan    | 1 min 47 s 484 |        |
| Szeged           | Josef Dostál  | 1 min 38 s 020 | Elena Aniushina | 1 min 47 s 755 |        |
| Belgrade         | Josef Dostál  | 1 min 39 s 356 | Volha Khudzenka | 1 min 49 s 064 |        |

### C1 -500m
| Étapes           | Femmes         | Femmes         |
| Étapes           | Vainqueurs     | Temps          |
| Montemor-o-Velho | Virág Balla    | 2 min 05 s 188 |
| Szeged           | Virág Balla    | 2 min 05 s 035 |
| Belgrade         | Alena Nazdrova | 2 min 05 s 464 |

### K2 -500m
| Étapes           | Hommes                                   | Hommes         |                                | Femmes         | Femmes |
| Étapes           | Vainqueur                                | Temps          | Vainqueur                      | Temps          |        |
| Montemor-o-Velho | Ivan Semykin / Igor Trunov               | 1 min 28 s 059 | Lisa Carrington / Aimee Fisher | 1 min 41 s 706 |        |
| Szeged           | Guillaume Decorchemont / Sébastien Jouve | 1 min 28 s 125 | Lisa Carrington / Caitlin Ryan | 1 min 38 s 349 |        |
| Belgrade         | Óscar Carrera / Rodrigo Germade          | 1 min 28 s 972 | Franziska Weber / Tina Dietze  | 1 min 42 s 925 |        |

### C2 -500m
| Étapes           | Hommes                           | Hommes         |                              | Femmes         | Femmes |
| Étapes           | Vainqueur                        | Temps          | Vainqueur                    | Temps          |        |
| Montemor-o-Velho | Dmytro Ianchuk / Taras Mishchuk  | 1 min 41 s 562 | Virág Balla / Kincso Takács  | 1 min 59 s 599 |        |
| Szeged           | Ivan Shtyl / Viktor Melantev     | 1 min 39 s 605 | Virág Balla / Kincso Takács  | 1 min 57 s 242 |        |
| Belgrade         | Tomasz Barniak / Wiktor Glazunow | 1 min 47 s 224 | Alena Nazdrova / Kamila Bobr | 2 min 05 s 388 |        |

### K4 -500m
| Étapes           | Hommes                                                         | Hommes         |                                                           | Femmes         | Femmes |
| Étapes           | Vainqueur                                                      | Temps          | Vainqueur                                                 | Temps          |        |
| Montemor-o-Velho | Kyrylo Cernomorov / Oleh Kukharyk Daniyil Kuzmin / Igor Trunov | 1 min 20 s 586 | Kayla Imrie / Aimee Fisher Lisa Carrington / Caitlin Ryan | 1 min 32 s 105 |        |
| Szeged           | Ronald Rauhe / Tom Liebscher Max Lemke / Max Rendschmidt       | 1 min 18 s 748 | Kayla Imrie / Aimee Fisher Lisa Carrington / Caitlin Ryan | 1 min 30 s 754 |        |
| Belgrade         | Ronald Rauhe / Tom Liebscher Max Lemke / Max Rendschmidt       | 1 min 19 s 812 | Sarah Guyot / Sarah Troel Manon Hostens / Léa Jamelot     | 1 min 33 s 280 |        |

### K1 -1 000m
| Étapes           | Hommes           | Hommes         |                  | Femmes         | Femmes |
| Étapes           | Vainqueur        | Temps          | Vainqueur        | Temps          |        |
| Montemor-o-Velho | Fernando Pimenta | 3 min 26 s 833 | Dóra Bodonyi     | 3 min 55 s 814 |        |
| Szeged           | Bálint Kopasz    | 3 min 23 s 921 | Dóra Bodonyi     | 3 min 50 s 250 |        |
| Belgrade         | Aleh Yurenia     | 3 min 24 s 772 | Melanie Gebhardt | 3 min 56 s 820 |        |

### C1 -1 000m
| Étapes           | Hommes       | Hommes         |
| Étapes           | Vainqueur    | Temps          |
| Montemor-o-Velho | Martin Fuksa | 3 min 46 s 048 |
| Szeged           | Martin Fuksa | 3 min 45 s 624 |
| Belgrade         | Martin Fuksa | 3 min 46 s 996 |

### K2 -1 000m
| Étapes           | Hommes                          | Hommes         |
| Étapes           | Vainqueurs                      | Temps          |
| Montemor-o-Velho | Vitaliy Tsurkan / Oleh Kukharyk | 3 min 09 s 732 |
| Szeged           | Iñigo Peña / Francisco Cubelos  | 3 min 05 s 624 |
| Belgrade         | Iñigo Peña / Francisco Cubelos  | 3 min 10 s 148 |

### C2 -1 000m
| Étapes           | Hommes                               | Hommes         |
| Étapes           | Vainqueurs                           | Temps          |
| Montemor-o-Velho | Serguey Torres / Fernando Jorge      | 3 min 30 s 960 |
| Szeged           | Vincent Slominski / Mateusz Kaminski | 3 min 27 s 543 |
| Belgrade         | Yul Oeltze / Peter Kretschmer        | 3 min 31 s 004 |

### K1 -5 000m
| Étapes           | Hommes       | Hommes          |               | Femmes          | Femmes |
| Étapes           | Vainqueur    | Temps           | Vainqueur     | Temps           |        |
| Montemor-o-Velho | João Ribeiro | 20 min 24 s 200 | Jennifer Egan | 22 min 52 s 800 |        |
| Belgrade         | Aleh Yurenia | 20 min 19 s 080 | Alyssa Bull   | 22 min 26 s 080 |        |

### C1 -5 000m
| Étapes           | Hommes            | Hommes          |               | Femmes          | Femmes |
| Étapes           | Vainqueur         | Temps           | Vainqueur     | Temps           |        |
| Montemor-o-Velho | Serguey Torres    | 22 min 36 s 920 | Virág Balla   | 27 min 14 s 250 |        |
| Belgrade         | Sebastian Brendel | 23 min 09 s 490 | Volha Klimava | 26 min 37 s 520 |        |

## Classement final
Le classement final de la Coupe du Monde prend en compte en plus des résultats des 3 étapes, les résultats des Championnats du monde.

### Kayak
| Rang | Nom                  | Points |
| ---- | -------------------- | ------ |
| 1    | Maxime Beaumont      | 41     |
| 2    | Liam Heath           | 28     |
| 3    | Fernando Pimenta     | 26     |
| 4    | Tom Liebscher        | 19     |
| 5    | Josef Dostál         | 16     |
| 5    | Marko Dragosavljevic | 16     |
| 5    | René Holten Poulsen  | 16     |
| 5    | Aleh Yurenia         | 16     |

| Rang | Nom                     | Points |
| ---- | ----------------------- | ------ |
| 1    | Špela Ponomarenko Janić | 38,5   |
| 2    | Marta Walczykiewicz     | 26,5   |
| 3    | Lisa Carrington         | 26     |
| 4    | Linnea Stensils         | 25     |
| 5    | Emma Jørgensen          | 21     |
| 5    | Teresa Portela          | 21     |

### Canoë
| Rang | Nom                         | Points |
| ---- | --------------------------- | ------ |
| 1    | Martin Fuksa                | 38     |
| 2    | Tomasz Kaczor               | 19     |
| 3    | Sebastian Brendel           | 18     |
| 4    | Isaquias Queiroz dos Santos | 15     |
| 5    | Carlo Tacchini              | 12     |

| Rang | Nom                       | Points |
| ---- | ------------------------- | ------ |
| 1    | Kincső Takács             | 30     |
| 1    | Laurence Vincent-Lapointe | 30     |
| 3    | Virág Balla               | 15     |
| 3    | Liudmyla Luzan            | 15     |
| 5    | Alena Nazdrova            | 14     |

### Par équipes
| Rang | Nom              | Points |
| ---- | ---------------- | ------ |
| 1    | Allemagne        | 137    |
| 2    | Hongrie          | 136    |
| 3    | Espagne          | 117    |
| 4    | Russie           | 65     |
| 5    | Nouvelle-Zélande | 64     |